# 涼風ことの
涼風 ことの（すずかぜ ことの、1995年8月25日 - ）は、日本のAV女優。プライムエージェンシー所属。

## 人物
趣味・特技:サーフィン、スノーボード、テニス。

## 略歴
東京都出身。2013年12月、ビデオメーカー・kira☆kiraの専属女優としてデビューしたギャル系のAV女優。
2014年7月、セガのゲーム「龍が如く」のキャラクター出演をかけたセクシー女優人気投票にエントリー。同年8月24日、結果発表。「龍が如く0 誓いの場所」への出演権を逃した。順位・得票数未発表。

## 出演作品

### アダルトDVD
2013年
- kira☆kira BLACK GAL DEBUT 日焼け黒ギャル新人デビュー★ 18歳初中出し人気No.1現役キャバ嬢（12月19日、kira☆kira）※デビュー作

2014年
- kira★kira BLACK GAL 日焼け黒ギャル青姦露出 －男を悩殺する18歳中出しGAL－（1月19日、kira☆kira）
- kira★kira BLACK GAL THE PERFECT BLACK GAL －18歳日焼け黒ギャル中出し援交－（2月19日、kira☆kira）
- 私、キモ男じゃないとSEXできません!（3月6日、グローリークエスト）
- ギャルボディコンキャットファイト選手権!! 最強ギャルたちのド迫力バトル（3月6日、GARCON）
- ロディオ・ギャルズ★ザーメン・パーティー in Tokyo 騎っかり腰ふり黒ギャルを真っ白に汚す素人汁（3月7日、ドリームチケット）
- ごっくんドキュメント 4（3月12日、asfur）
- イケてる制服娘との濃厚SEX!（3月13日、オーロラプロジェクト）
- 酔い潰れた女に手を出したら声を押し殺して感じ始めた（3月20日、AKNR）
- 天使の降る夜。 11（3月28日、S級素人）
- ホームパーティー中、夫の部下の「反りチ○ポ」に寝取られた人妻! 結婚して以来初めて夫以外のチ○ポを挿入された人妻は反りチンでGスポットをガン突きされてイキまくる!（4月1日、MUTTURi）
- 働くオンナ猟り vol.09 【羽田のCAとOLたちをとことんハメ廻す!!】 大田区羽田キャビンアテンダント編（4月1日、プレステージ）※「涼風琴乃」名義
- 花魁ギャル逆3Pソープ（4月10日、GARCON）
- ギャル VS 悪ガキ 痴漢レイプ!! 2 不法侵入編（4月10日、GARCON）
- kira★kira BLACK GAL×淫女ギャル学園 HIGH SCHOOL SPECIAL 日焼け黒ギャル大量ハメ潮女子校生 生姦JK連続中出しハイスクール（4月19日、kira☆kira）
- 親にも学校にも言えない、女子校生放課後限定バイト 2（4月25日、S級素人）
- Charisma GAL GET YOU! 13（4月25日、ONE DA FULL）
- 「知らぬ間にAVデビュー」 Vol.02 渋谷でナンパしたイマドキGALを自宅に連れ込み盗撮セックス。（4月25日、ナンパJAPAN）※「まゆ」名義
- 超絶美人なスノボインストラクター 見た目は派手で遊んでそうだが脱がすと意外とウブだった（5月7日、桃太郎映像出版）
- 完全無敵の素人GAL COLLECTION（5月9日、S級素人）
- 抜かずの14発中出し（5月23日、EROTICA）
- 24/7 β#01（5月23日、ONEZ）
- GARCON主催 第1回素人男優発掘オーディション!!（6月5日、GARCON）
- ド派手ギャルが童貞を優し〜く丁寧にガチ筆おろし!（6月5日、GARCON）
- 最強ギャルレズファイト ガチイカせバトル!!（6月5日、GARCON）
- 完全主観 罵倒地獄 Vol.4 〜そのドギツイ痛罵と軽蔑した表情で感じてしまう僕〜（6月5日、フリーダム）
- 超敏感!! 想大好きレディコミ愛読者を公募で集めて電マ責め我慢出来たら10万円、ダメなら即SEX!!（6月13日、S級素人）
- kira☆kira×RANMARU SPECIAL 淫乱GAL☆TRANS SEX（6月19日、乱丸）
- 初中出しSEXがスグに流出しちゃったシロウト娘たち 4時間スペシャル（6月27日、S級素人）
- チ●ポ喰い逆3P（7月1日、MOODYZ）
- 「ビデオカメラ買ったんだ。」 今日からはじめる。やさしいAV撮影（7月1日、BALTAN）
- 「女の口は嘘をつく。」 雌女ANTHOLOGY #131（7月4日、アウダースジャパン）
- 女子校チアガールがコーチを唾と小便でイジメぬく（7月5日、フリーダム）
- 新足裏 生足とストッキングの足裏 Vol.2（7月5日、フリーダム）
- 姉妹トルコル風呂 軽井沢ラグジュアリー-SOAP-激似姉妹のトルコル風呂列伝（7月7日、桃太郎映像出版）※「佐々木琴乃」名義
- GARCON主催 ブラジリアンビキニ 極エロダンス ギャルキャットファイトカーニバル（7月10日、GARCON）
- 電車・学校・公衆トイレで生意気なギャルに大量ザーメン連続ブッカケレイプ（7月10日、GARCON）
- 拳丸呑み舌長お下劣ギャル フィストファック（7月11日、メーテルホルモン）
- カラオケにやって来たギャルに昏睡率100％の劇薬ドリンクを飲ませてレイプ!（7月13日、MUTTURi）
- 生人形地獄逝き vol.13（7月13日、Baby Entertainment）
- JK 電気アンマ倶楽部（7月24日、稀有）
- 時給850円の日サロのアルバイトが時々店長の目を盗んでオイルに媚薬を入れ、だらしなく涎を垂らして潮を吹き乱れまくったギャルに生中出ししているのは本当だった!! PART2（7月25日、SCOOP）
- “つけま”ひとつ。“カラコン”ひとつ。でテンションが決まる習性（7月25日、BALTAN）
- 黒GAL痴女の無理やり強制中出し!!（7月25日、本中）
- 素人騙し撮り 脱がし屋 美人限定。 Vol.26（7月25日、ONE GENERATION）
- 睨まれレイプ ギャル編 〜生意気ギャルと強制性交〜（8月1日、MOODYZ）
- うちのギャル姉妹4人と1日で40回も子作り（8月1日、ZUKKON/BAKKON）
- 女子校生の脚コキ48手（8月5日、フリーダム）
- 極上キャバドレスのギャルをイヤというほど触りまくりテロテロ生地に勃起チ○ポを押し付けてザーメンで汚したい!!（8月7日、GARCON）
- ご近所の母娘にレズ調教されています。（8月7日、ビビアン）
- ギャルは顔舐めで愛を表現する Part.03（8月8日、ドリームチケット）
- 黒ギャル マンコ!マンコ!マンコ! 黒マンコおっぴろげコレクション（8月14日、虎堂）
- 涼風ことのスペシャル8時間 －高画質－ 特別編（8月19日、kira☆kira）※総集編
- GAL CARWASH（8月21日、グローリークエスト）
- 「ジミ目の方がビッチじゃね?」（8月22日、BALTAN）
- ぷりっぷりの尻のエロさを隠しきれない卑猥タイトミニ（8月25日、アロマ企画）
- 黒タイトスカートが似合う働くお姉さんのビッタリ密着した肉感的なお尻に着衣のまんまチ●ポ擦り&ザー汁発射してもう着れないくらい汚しちゃいたい Part.2（9月5日、ワープエンタテインメント）
- すべての精子は飲みものです（9月5日、ワープエンタテインメント）
- 女子校教師 アナル狩り（9月5日、フリーダム）
- JKギャルに見つめられながらシコられる優しい淫語手コキ!!（9月6日、GARCON）
- 責め楽しむギャル 2（9月10日、インプレッション）
- ぶっかけ中出しアナルFUCK!（9月13日、MOODYZ）
- 素人ギャル生中出し（9月15日、プラム）

### イメージDVD
- Kotono 黒ギャルの挑発的魅力（2014年3月6日、グラッツコーポレーション）
- せんずりサポート 〜S級ギャル 涼風ことの〜（2014年9月29日、オルスタックピクチャーズ）

### インターネット放送
- トイズハートプレゼンツBUBKA「きのう誰食べた」（2014年09月11日ゲスト出演、ニコニコ生放送）[6]